# Денисова пещера
Дени́сова пеще́ра (алт. Аю-Таш) — пещера в Солонешенском районе Алтайского края, природный и археологический памятник, туристический объект. Здесь были впервые найдены ископаемые останки вымершего вида людей — денисовцев. В 2022 году комиссия РФ по делам ЮНЕСКО подала заявку на включение в список всемирного наследия.

## Местоположение
Пещера расположена в правом борту долины реки Ануй в 6 км ниже по течению от села Чёрный Ануй, в 1,8 км ниже её левого притока — реки Каракол и в 40 км выше по течению районного центра Солонешное Алтайского края. В 15 км ниже по течению Ануя от Денисовской пещеры находится раннепалеолитическая стоянка Карама. Высота Денисовой пещеры над уровнем моря — 670 м, над современным уровнем реки — 28 м. Вход в пещеру экспонируется на юго-западную и западную части подножия горы Сосновой (Бабки) в составе Ануйского хребта. Пещера горизонтального типа, с широким входом, расположенная близко к воде, на протяжении многих тысячелетий она служила надёжным укрытием для людей и животных. Пещера легкодоступна для человека, не имеющего специальной спелеологической или альпинистской подготовки, что способствует большой популярности объекта у туристов.
Площадь пещеры 270 квадратных метров, длина 110 метров. Наибольший интерес для археологов представляет предвходовой грот. Вход в него овальной формы, размеры в среднем 32×7 м, он имеет юго-западную экспозицию. Ширина и высота по мере удаления от предвходовой части увеличиваются и в наиболее широкой его части составляют приблизительно 10—11 м. Грот имеет несколько ответвлений, два из которых являются непосредственным продолжением пещеры. В верхней части грота находится сквозное отверстие диаметром чуть более 1 метра. Благодаря ему центральная, наиболее обширная и удобная часть грота освещена, это отверстие также обеспечивает зимой прекрасную дымовую тягу. Грот в течение всего года остаётся сухим, хотя температура воздуха близка к наружной. Он всегда был хорошим естественным убежищем для человека и животных, защитой от ветра и дождя.

## Этимология
Существуют две версии относительно названия пещеры. Согласно первой, в конце XVIII века в пещере поселился святой старец-старообрядец Дионисий, ведший отшельнический образ жизни. Согласно другой, неподалёку от пещеры были угодья пастуха Дениса, укрывавшегося здесь во время непогоды.
У коренного населения (алтайцы) пещера носит название Аю-Таш (Медвежий камень).

## История изучения
Сведения о Денисовой пещере встречаются уже в изданиях XIX века: о пещере, как не представляющем никакого интереса объекте, писал миссионер В. И. Вербицкий. В 1926 году во время путешествия по Алтаю пещеру посетил художник Н. К. Рерих.
Для науки пещера была открыта в 1977 году Николаем Оводовым, которым были заложены два первых разведочных шурфа и сделаны обмеры пещеры. В 1978 году пещеру осмотрела группа археологов во главе с академиком А. П. Окладниковым.
В 1982 году принято решение начать комплексное исследование памятника силами ИИФиФ Сибирского отделения АН СССР. С того момента и по настоящее время в пещере проводятся археологические раскопки. Вблизи пещеры создан стационарный археологический лагерь института археологии Сибирского отделения РАН.
В 1984 году в Денисовой пещере нашли 2 зуба: один в слое 22,1 (не in situ), другой — в слое 12. Позже выяснилось, что зубы не принадлежат Homo sapiens. «Человеческий резец» из слоя 12 оказался зубом животного из семейства полорогих, а молочный моляр ребёнка 7—8 лет Denisova 2 из слоя 22,1 по мтДНК оказался денисовским.
Для отправки вёдер с вынутым грунтом на промывку используется канатная дорога. Ранее вёдра отправлялись по одному, затем по два на небольшом коромысле, затем, при увеличении количества одновременно работающих сотрудников в пещере, канатная дорога стала местом задержки непрерывного процесса работы из-за невысокой пропускной способности. Вот тогда на канатной дороге Денисовой пещеры взяли на вооружение «Пепелац» — разработанное для работ на археологическом памятнике Усть-Каракол-1 кандидатом исторических наук Александром Вадимовичем Постновым устройство, представляющим собой сваренную из металлического швеллера жёсткую крестовину, позволяющую перемещать за один рейс до 9 полных ведер.

## Результаты исследований
В пещере выявлено более 20 культурных слоёв различных эпох. Собрано более 80 000 экспонатов, которые хранятся в музеях Новосибирска, Бийска, в школьных музеях Чёрного Ануя и Солонешного. Это орудия труда, предметы вооружения, украшения, останки животных и растений. К настоящему времени в отложениях Центрального зала обнаружены остатки не менее 117 видов позднеплейстоценовых животных (корсак, степной хорь, малый пещерный медведь, пещерная гиена, шерстистый носорог, плейстоценовый осёл, як, первобытный бизон, дзерен, сайга, архар, дикая лошадь (низкорослая лошадь Оводова (Equus ovodovi) из слоя 9.1 возрастом ок. 20 тыс. лет), красный волк, марал), а также тундрово-таёжных видов (песец, горностай). Доминирующими видами хищников в Денисовой пещере являются пещерная гиена и псовые (волк и лисица).
Благодаря раскопкам выяснилось, что тысячи лет назад предгорья Алтая были зоной широколиственных лесов: здесь росли дуб, граб, манчжурский орех.
Раскопки Денисовой пещеры позволили впервые установить хронологическую последовательность развития и смены древних культур от эпохи раннего неолита до этнографической современности.
Радиоуглеродное датирование палеолитических слоёв Денисовой пещеры показывает, что их хронология не последовательна (нарушена). В Центральном зале возраст слоёв 11A—11G старше, чем у слоя 11.4, и равен возрасту слоя 21, который расположен примерно на 1—2 м ниже слоёв 11A—11G. В Восточной галерее слой 11 (без субстратов) имеет широкую вариацию значений радиоуглеродных дат, полученных из модифицированных человеком костей животных, — от 15 700 до 30 100 лет до настоящего времени. Возраст слоёв 9.2—9.3 старше, чем большинство значений 14C из нижележащих слоев 11.1—11.2. Единственной частью Денисовой пещеры с относительно последовательной хронологией является Южная галерея, в которой верхний слой датируется радиоуглеродным методом возрастом ок. 29 200 лет до настоящего времени, а нижний — от 48 700 до 51 200 лет до настоящего времени.
Отложения Восточной галереи Денисовой пещеры происходили в неоплейстоценовое время. Казанцевскому межледниковью (130—125 тыс. л. н., морская изотопная стадия MIS 5) первой половины позднего плейстоцена соответствуют слои 22.1; 22.2 и 22.3. Во время накопления слоя 22 в Центральном зале Денисовой пещеры основными растительными формациями были долинные леса из ольхи с участием ели, смешанные берёзовые и сосново-берёзовые леса с включением широколиственных пород и нивальные сообщества. В ископаемых пога́дках Денисовой пещеры численность лесных форм существенно занижена по сравнению с их реальной численностью в неоплейстоценовых биоценозах долины Ануя потому, что лесные виды значительно реже становятся добычей хищных птиц, чем животные открытых биотопов. Спорово-пыльцевыми и микротериологическими данные фиксируют в слое 22 три фазы изменения природно-климатической обстановки. Формирование осадка слоя 22.3 и нижней части слоя 22.2 проходило в конце тобольского межледникового цикла и, возможно, соответствует стадии 9 кислородно-изотопной шкалы SPECMAP. Верхняя часть горизонта 22.2 соответствует самаровскому похолоданию среднего неоплейстоцена, возможно, коррелирует с кислородно-изотопной стадией 8. Накопление слоя 22.1 относится к ширтинскому потеплению и, возможно, соответствует кислородно-изотопной стадии 7. На предвходовой площадке Денисовой пещеры к финальной стадии ширтинского времени относятся, по видимому, слои 14—12 и нижняя часть слоя 11. Накопление слоя 21, включающего каменные орудия ранней стадии среднего палеолита, происходило после седиментационного перерыва и соответствует эпохе тазовского похолодания (кислородно-изотопная стадия 6).
Слои 20—9 соответствуют второй половине позднего плейстоцена (ермаковскому, каргинскому и сартанскому периодам).
Кровля 17-го слоя Восточной галереи Денисовой пещеры и слоёв 16—14 формировались во время ширтинского межледниковья (кислородно-изотопная стадия 7), вышележащая часть разреза — в период тазовского похолодания (кислородно-изотопная стадия 6). Отложения слоя 13, сопровождавшиеся самой высокой концентрацией остатков жизнедеятельности пещерной гиены, накапливались в конце тазовского похолодания.
Из осадочных отложений в Восточной галерее пещеры генетики выделили неандертальскую и денисовскую мтДНК, при этом следы ДНК неандертальцев и денисовцев нашли в 14-м и 15-м слоях, что указывает на совместное существование этих двух видов в течение долгого времени.
Накопление осадков слоёв 12 и 11.4 в Восточной галерее происходило во время казанцевского потепления (130—125 тыс. л. н., кислородно-изотопная подстадия 5е), слоя 11.3 — при переходе к условиям ермаковского оледенения (кислородно-изотопная стадия 4). Формирование слоёв 11.2 и 11.1 происходило во время каргинского межледниковья (кислородно-изотопная стадия 3), слоя 9 — в период сартанского оледенения (кислородно-изотопная стадия 2).
Для отложений нижней части слоя 11 в Южной галерее по кости была получена радиоуглеродная дата 48 650 +2380
−1840 лет назад.
Для кровли слоя 11 в Южной галерее по углю получена радиоуглеродная дата 29 200 ± 360 лет назад.
При раскопках в 11-м слое была обнаружена игла, превышающая в длину ранее найденные в Денисовой пещере экземпляры игл почти вдвое — 7,6 см против 4 см (в среднем). В этом же слое нашли орнаментированную насечками фигурку пещерного льва, на которой имеются остатки красной охры, предположительно изображавшей кровоточащую рану.
По мнению А. К. Агаджаняна, обитатели 11-го культурного слоя Денисовой пещеры пользовались огнём.
В пещере был найден отполированный и отшлифованный браслет из редкого камня хлоритолита, меняющего цвет в зависимости от освещения. Ближайшее местонахождение хлоритолита находится примерно в 200 км от Денисовой пещеры.
В пещере выявлены значительные перерывы в осадконакоплении — 170—156 тыс. и 97-80 тыс. лет назад.
В самых древних слоях Денисовой пещеры, для которых хоть и получены люминесцентные (ОСЛ) датировки возрастом не менее 290 тыс. л. н., найдена фауна только позднеплейстоценовых видов мелких млекопитающих, которые являются лучшими индикаторами как возраста, так и природной обстановки формирования слоёв с остатками этих грызунов. Возраст этих мелких позднеплейстоценовых млекопитающих во всех слоях Денисовой пещеры — не древнее 130 тыс. лет назад.

## Использование пещеры древними обитателями Алтая
Для индустрий из базальных слоёв Денисовой пещеры характерны признаки леваллуазского расщепления, преимущественное использование отщепов в качестве заготовок орудий, преобладание в орудийном наборе скрёбел и зубчато-выемчатых форм.
Согласно выводам работ К. Дуки и др. и З. Якобс и др., денисовцы якобы появились в Денисовой пещере 287 тыс. л. н., а ушли из неё около 55 тыс. л. н., неандертальцы же появились в Денисовой пещере 150 тыс. л. н., а ушли из неё 80 тыс. л. н. Изготовленные из костей и бивней мамонта артефакты (подвески и иглы) изготовлены 49—43 тыс. л. н. К костным останкам Homo sapiens могут относиться Denisova 16 из слоя 9.1 и Denisova 14 из слоя 9.3. Ярослав Кузьмин считает спекулятивными выводы вышеуказанных авторов о том, что заселение Денисовой пещеры людьми началось около 300 тыс. л. р., так как авторы хоть и признали, что переотложения и пост-депозиционные нарушения слоёв происходило в Денисовой пещере неоднократно, но полностью проигнорировали результаты тщательных исследований Денисовой пещеры группой учёных под руководством К. Дж. Тёрнера (2013) и не учли более ранние работы отечественных учёных, согласно которым нижний предел возраста отложений Центрального зала Денисовой пещеры, основанный на изучении фауны позднеплейстоценовых мелких млекопитающих, датируется началом казанцевского (микулинского) межледниковья — не ранее 125—130 тыс. лет назад. Фауна мелких млекопитающих в Денисовой пещере, включая Восточную галерею, состоит исключительно из позднеплейстоценовых видов (не древнее 130 тыс. л. н.). Для слоя № 21 Центрального зала Денисовой пещеры ранее были получены радиоуглеродные даты от 35 140 ± 760 л. н. (GX-17599) до более чем 34 700 л. н. (СОАН-2488). Украшения типа подвесок из кости оказались возрастом не старше 40 тыс. лет. Тафономические и геоморфологические исследования свидетельствуют о нарушениях и повторном отложении, вызванных деятельностью хищников и оседанием отложений в этих местах, что затрудняет датировку человеческих останков. Ископаемые останки денисовцев и неандертальцев связаны только с комплексами среднего палеолита. Время появления Homo sapiens в Денисовой пещере можно оценить возрастом 48 тыс. лет назад. Митохондриальная ДНК Homo sapiens в осадочных отложениях выявлена в верхних слоях Денисовой пещеры (M251 из слоя 11.4, M258 из слоя 11.2, E254 из слоя 11.1, E253 из слоя 11.2/11.1, E250, E244 и E251 из слоя 11.2, S90 из слоя 11). Используя новый неразрушающий метод постепенного выделения ДНК из древних костей и зубов, генетики смоги реконструировать точные генетические профили женщины, которая носила найденный в слое 11 Южной галереи кулон DCP1 из просверленного зуба оленя, а также самого оленя-вапити (Cervus canadensis). Генетические даты, полученные для ДНК как женщины, так и оленя, показывают, что кулон был сделан между 19 000 и 25 000 л. н. Женщина принадлежала к виду Homo sapiens, у неё определили митохондриальную гаплогруппу U, содержащую семь «диагностических» позиций, которые отличают её от последовательностей мтДНК других людей (Дольни-Вестонице-14, Лошбур, Оберкассель, саамы). Анализ ядерной ДНК показал, что она генетически тесно связана с популяцией «древних северных евразийцев» (Ancient North Eurasian), в том числе с самыми близкими образцами Мальта́-1 и Афонтова гора-3.
По показателю изменчивости мезио-дистального диаметра зуб неандертальского ребёнка из Денисовой пещеры отличается от зубов других алтайских неандертальцев и близок к ближневосточным зубам Дедерье 2 (Сирия) и Амуд 3 из пещеры Амуд в Израиле.
Образец Altai из останков неандертальской женщины использовался в проекте расшифровки генома неандертальца и стал первым образцом из которого был секвенирован полный неандертальский геном с высоким охватом. В декабре 2013 года в «Nature» была опубликована статья о первом геноме неандертальца с высоким охватом. Генетический материал проксимальной фаланги четвёртого или пятого пальца стопы взрослой неандертальской женщины Denisova 5 («Altai Neandertal») из слоя 11.4 возрастом 50 тыс. лет, найденной в 2010 году, подвергли подробному анализу, каждая позиция неандертальского генома была прочитана в среднем 50 раз. 99,9 % из 1,7 гигабаз последовательностей ДНК в геноме человека были покрыты по меньшей мере десять раз. Родители Denisova 5 были родственниками на уровне сводных братьев и сестёр (half-siblings). По мтДНК Denisova 5 (Altai Neanderthal) из слоя 11.4 ближе всего к неандертальцам Scladina I-4 из Бельгии и Denisova 15 из слоя 11.4.
Сравнение ДНК неандертальца из Денисовой пещеры с ДНК современных африканцев выявило наличие небольшого числа африканских мутаций (примерно 5 % генов) у алтайских неандертальцев, которых нет у европейских неандертальцев. Это значит, что восточные (алтайские) неандертальцы скрещивались с анатомически современными людьми свыше 100 тыс. лет назад.
У образца Denisova 17 из слоя 12 выявлена неандертальская митохондриальная ДНК.
К первой половине верхнего плейстоцена (120—50 тыс. л. н.) относится среднепалеолитическая индустрия денисовского варианта, в которой подавляющее большинство орудий изготовлено на средних и укороченных сколах. В инвентаре преобладают скрёбла и зубчато-выемчатые орудия. Удельный вес изделий леваллуа относительно невелик.
Костяные ретушёры из слоёв 21 и 19 в Центральном зале Денисовой пещеры являются наиболее древними известными ретушёрами на территории Северной и Центральной Азии. Обнаружение костяных ретушёров начальной стадии верхнего палеолита в слое 11 свидетельствует о технологической преемственности использования кости в процессе вторичной обработки каменных орудий.
Возрастом 50 тыс. лет датируется фрагмент кости неандертальца, побывавший в желудке гиены.
Три микроскопических образца, взятых в непосредственной близости в блоке DCE5 (слой 11.4), дали ДНК неандертальцев по крайней мере от двух особей мужского пола (SP9929_5 и SP9929_16). Метод максимального правдоподобия показывает, что оба эти образца более тесно связаны неандертальцем Denisova 5 (Altai Neanderthal) из того же слоя 11.4 и оценивает времена расщепления популяции, которые немного предшествуют или совпадают с оптическими датами слоя — от 105 000 до 120 000 тыс. лет назад. По митохондриальной ДНК седиментарные образцы SP9929_5, SP9929_16 и SP8077_46 тесно связаны с неандертальцем Denisova 17 из слоя 12 (Fig. 5.).
Становление верхнепалеолитической традиции в Денисовой пещере 50—40 тыс. лет назад происходило по усть-каракольскому варианту развития, к которому также относятся индустрии Усть-Каракола, Ануя-3, Тюмечина-4 и, видимо, пещеры Страшна́я. В системе первичного расщепления начинают широко использоваться приёмы серийного снятия удлинённых заготовок с призматических, конусовидных и торцовых нуклеусов. Зарождается техника микропластинчатого расщепления. Типологический облик инвентаря образуют так называемые ориньякские формы. Характерны орудия со следами двусторонней обработки, в первую очередь бифасиальные остроконечники листовидной формы. В культурных слоях начальной стадии верхнего палеолита Денисовой пещеры найдены миниатюрные иглы с просверленным ушком, острия-проколки, пронизки с симметричными рядами глубоких кольцевых нарезок, бусины и кольца из бивня мамонта, подвески из зубов марала, лисицы (Vulpes vulpes), лошади (Equus ferus), сибирского горного козла (Capra sibirica) и сайги (Procapra saiga), плоские бусины-колечки из окаменевшей скорлупы яиц страуса, раковины пресноводных моллюсков с просверленным отверстием в основании, подвески из мягкого поделочного камня, кольцо из белого мрамора и браслет из тёмно-зелёного хлоритолита. Ближайшие выходы хлоритолита зафиксированы на Рудном Алтае на границе с Казахстаном, за 200 км от Денисовой пещеры. Трасологическое и технологическое изучение каменных украшений показало, что при их изготовлении использовались шлифовка на абразивах, полировка кожей и шкурой, а также уникальные для палеолитического времени технологии — скоростное станковое сверление и внутренняя расточка инструментом типа рашпиля. Прямое радиоуглеродное датирование верхнепалеолитических зубных подвесок и костных наконечников дало самые ранние доказательства производства этих артефактов в Северной Евразии — между 43 000 и 49 000 калиброванных лет до настоящего времени.
Представители афанасьевской культуры (4—3 тыс. до н. э.) использовали пещеру как убежище для пастухов и скота. Для содержания скота в пещере отгораживали ненужные ниши и гроты. Пастухи питались в основном мясом диких животных, мясо овец из стада ели, когда охота была неудачной. Об этом свидетельствуют обнаруженные наконечники стрел и дротиков. В керамических сосудах, осколки которых найдены в большом количестве, хранили жидкости и готовили пищу. Каменные орудия, нужные для разделки туш и обработки шкур, изготовляли тут же — сохранились отходы производства. Сохранились и другие вещи, утерянные афанасьевскими пастухами: бронзовый нож, кельт, костяные застёжки, подвески, сосуды, применявшиеся как жировые лампы. Кости рыб из слоёв 11 и 12 датированы радиоуглеродным методом в пределах 4190±30 — 5200±30 лет назад и отнесены к афанасьевской культуре.
Мало изучен характер использования пещеры носителями культуры эпохи развитой бронзы.
Для скифского времени характерны мощные культурные отложения, что указывает на длительное пребывание человека в пещере. Пещера использовалась ими в качестве хранилища пищевых припасов — мяса, зерна и молочной пищи, так как здесь сохранялась достаточно низкая температура.
Пещеру использовали также гунны и тюрки, в том числе — для обрядовых церемоний. Кости рыб, зафиксированные в слоях 1-3, датируются эпохой средневековья — этнографическим временем.

### Денисовский человек
В 2008 году в пещере в слое № 11.2 Восточной галереи была найдена последняя фаланга мизинца 9-летней девочки (образец Denisova 3), жившей 48—50 тыс. л. н. Из найденной фаланги удалось извлечь ДНК, последовательности которой позволили установить, что останки принадлежат виду людей, представляющему особую ветвь в эволюции рода Homo, отличному и от неандертальцев, и от современных людей. Этот вид получил название денисовский человек. Статья, посвященная этому открытию, была опубликована в журнале Nature 25 марта 2010 года. Denisova 3 была темнокожей и кареглазой девочкой возрастом 7―12 лет.
Геном девочки Denisova 11, жившей 90 тыс. лет назад и найденной в слое 12 Восточной галереи в 2012 году, на 38,6 % аллелей соответствует неандертальскому геному, а на 42,3 % соответствует денисовскому геному. Мать девочки Denisova 11 принадлежала к популяции, родственной европейскому неандертальцу Vindija 33.19 из хорватской пещеры Виндия. По мтДНК Denisova 11 ближе всего к неандертальцам Chagyrskaya 8 из Чагырской пещеры, Okladnikov 2 из пещеры Окладникова и Les Cottes Z4-1514 из Франции. При этом, судя по геному, у её отца-денисовца тоже в роду был неандертальский предок, который жил от 300 до 600 поколений назад и принадлежал к другой, алтайской популяции неандертальцев (Altai) из Денисовой пещеры, представленной неандертальцем Denisova 5 из слоя 11.4 Восточной галереи. Ок. 1,2 % ДНК девочки соответствует ДНК Homo sapiens. Предки девочки по материнской линии пришли из Европы примерно за 20 тыс. лет до её рождения.
Термолюминесцентное датирование слоя № 22 показало, что его возраст составляет 170 тысяч лет. Сравнение ядерной ДНК трёх зубов (Denisova 3 из слоя 11.2 Восточной галереи, Denisova 4 из слоя 11.1 Южной галереи и Denisova 8 из слоя 11.4 Восточной галереи) показало, что в пещере задолго до девочки жили другие денисовцы, а две эти группы разделяет как минимум 65 тыс. лет. Возраст образца Denisova 8 (ок. 110 тысяч лет) уточнён в ходе генетического анализа, исходя из скорости мутаций человеческой митохондриальной ДНК, принимаемой в 2,5 × 10−8 на нуклеотид в год. У образца Denisova 2 из слоя 22.1 (не in situ) Центрального зала (Главной галереи) пещеры возрастом более 100 тыс. лет секвенирована только митохондриальная ДНК. Количественный анализ накопленных мутаций в ДНК позволил установить, что индивид Denisova 8 жил на 60 тыс. лет раньше, чем Denisova 3 и Denisova 4. Denisova 2 старше чем Denisova 8 на 20,6—37,7 тыс. лет (по данным генетиков) и на 54,2—99,4 тыс. лет старше, чем Denisova 3 и Denisova 4.
У образцов Denisova 19, 20 и 21 из слоя 15 определена денисовская митохондриальная ДНК, при этом образцы Denisova 19 и Denisova 21 могли принадлежать одному человеку или близким родственникам по материнской линии. На филогенетическом дереве денисовские образцы располагаются рядом с образцами Denisova 2 и Denisova 8.
В геномах денисовцев и неандертальцев из Денисовой пещеры обнаружен вклад ещё одной неизвестной популяции. Эволюционное расхождение денисовцев и гейдельбергского человека из испанской пещеры Сима-де-лос-Уэсос (Сьерра-де-Атапуэрка) по данным изучения мтДНК, по оценкам учёных, произошло 700 тысяч лет назад. По данным изучения ядерной ДНК обитателей пещеры Сима де лос Уэсос, денисовцы и неандертальцы разделились около 500 тысяч л. н. (ранее 430 тысяч лет назад), а их общий предок отделился от линии предка Homo sapiens 700—765 тысяч лет назад.
Секвенирование митохондриальной ДНК показало, что найденные в Денисовской пещере в 2016 году два фрагмента теменной кости принадлежат денисовскому человеку. Это пятый и самый крупный образец останков денисовца. Один денисовский моляр был найден в 2022 году. На трёх участках в Денисовой пещере из осадочных пород было отобрано более 700 образцов. Около 200 из них дали генетический материал.
В связи с тем, что ни один из методов не позволяет точно установить хронологию жизни древних людей в Денисовой пещере, то был использован байесовский метод для предсказания вероятной модели их возраста. Смоделированный возраст денисовца Денисова 2 лежит в диапазоне 122...194 тыс. л. н., денисовца Денисова 3 — 52...76 тыс. л. н., неандертальцев Денисова 5 и Денисова 6 — 90...134 тыс. л. н., гибридного ребёнка Денисова 11 — 79...118 тыс. л. н., при этом первоначально культурный слой ребёнка был определён неправильно, так как он был закопан глубже в другом слое.
Судя по радиоуглеродной хронологии Денисовой пещеры и прямым датам неандертальцев и их гибрида с денисовцем, после 73 тыс. л. н. денисовцев в Денисовой пещере не было.